# Бандунду
Банду́нду (фр. Bandundu), ранее Баннингвиль (фр. Banningville) — город в провинции Маи-Ндомбе Демократической Республики Конго.

## География
До конституционной реформы 2005 года город был административным центром провинции Бандунду. Он расположен на северном берегу реки Кванго, чуть ниже слияния рек Кванго и Квилу, в 8 км вверх по течению от слияния рек Кванго и Касаи. Расстояние до Киншасы — 260 км (около 400 км по дороге). По оценкам, в 2009 году население Бандунду составляло 133 080 человек.

## Транспорт
Бандунду раньше был важным речным портом, так как он является самым крупным городом на реке между Киншасой и Киквитом. Однако транспортное сообщение по рекам Касаи и Кванго резко сократилось в результате Второй конголезской войны и до сих пор не восстановилось. Из Бандунду осуществляются нерегулярные пассажирские и грузовые перевозки в Киншасу, Муши и Киквит. С 2008 года несколько раз в день работает паромное сообщение через реку Кванго. Из Бандунду идёт грунтовая дорога, протяжённостью примерно 250 км, которая соединяется с шоссе Киншаса — Киквит.
В Бандунду есть небольшой региональный аэропорт с прямыми рейсами в Киншасу.
В отличие от многих городов в Конго, Бандунду имеет достаточно постоянное электроснабжение.
В Бандунду, как центре провинции, с 2004 года расположена миссия ООН в Демократической Республике Конго.

## Города-побратимы
- Атер (Бельгия)